# Льонолисник Доллінера
Льонолисник Доллінера (Thesium dollineri) — вид рослин з родини санталових (Santalaceae), поширений у центральній і південно-східній Європі.

## Опис
Рослина від однорічної до багаторічної, стебла завдовжки 5–15 см, лежачі, висхідні або прямостійні, прості або гіллясті. Плоди — сім'янки, більш-менш яйцювато-кулясті, урноподібні. Кореневище багаторічних рослин коротке, дерев'янисте. Листки сидячі, лінійні, найчастіше 1.0–3.0 см завдовжки, одножильні, цілі, голі або злегка війчасті на краю. Суцвіття розгалужене в перший рік у нижній половині до чверті розгалужене, у наступні роки просте, китиця, квітки у суцвіття поодинокі, майже сидячі або на коротких, максимум 2–5 мм завдовжки квіткових гілочках. Квітки п'ятилисточкові, у верхній частині всередині білі, зовні жовто-зелені або жовто-бурі.

## Поширення
Поширений у центральній і південно-східній Європі.